# Drumul european E85
E85 este un drum european, care traversează Europa de la nord la sud, de la portul Klaipėda, Lituania de la Marea Baltică, până în orașul Alexandroupolis din Grecia, la Marea Egee. Drumul traversează Lituania, vestul Belarusului, nord-vestul Ucrainei, estul României și Bulgaria, trecând Dunărea pe Podul Prieteniei Giurgiu-Ruse.
Principalele localități străbătute sunt: 
- Lituania: Klaipėda, Kaunas, Vilnius, Šalčininkai
- Belarus: Lida, Slonim, Kobrin
- Ucraina: Dubno, Ternopil', Cernăuți
- România: Siret, Suceava, Fălticeni, Roman, Bacău, Adjud, Focșani, Râmnicu Sărat, Buzău, Urziceni, București, Giurgiu
- Bulgaria: Ruse, Veliko Târnovo, Stara Zagora, Haskovo, Svilengrad
- Grecia: Ormenio, Kastanies, Didymoteicho, Alexandroupolis

## Traseu și drumuri locale
- Lituania
  -  Klaipeda–Kaunas–Vilnius
  -  Vilnius–Šalčininkai/Beniakoni
- Belarus
  -   M11  Beniakoni–Lida–Slonim–Čemiely
  -   M1  Čemiely–Kobrin
  -   M12  Kobrin–Makrany/Domanove
- Ucraina
  -  Domanove–Luțk–Pantalia–Ternopil–Cernăuți–Stârcea/Siret
- România
  -  Siret–Suceava–Bacău–București
  -  București–Giurgiu/Ruse
- Bulgaria
  -   4  Ruse–Veliko Tărnovo–Stara Zagora–Haskovo
  -   8  Haskovo–Harmanli
  -  Harmanli–Svilengrad
  -   8  Svilengrad
  -   80  Svilengrad/Ormenio
- Grecia
  -  Ormenio–Vrysoula
  -  Vrysoula–Alexandroupolis